# Dlhé nad Cirochou
Dlhé nad Cirochou (in ungherese Cirókahosszúmező) è un comune della Slovacchia facente parte del distretto di Snina, nella regione di Prešov.